# Molophilus apicispinulus
Molophilus apicispinulus är en tvåvingeart som beskrevs av Alexander 1969. Molophilus apicispinulus ingår i släktet Molophilus och familjen småharkrankar. Inga underarter finns listade i Catalogue of Life.